# Thomas Grünewald (Mediziner)
Thomas Georg Philipp Grünewald (* 27. April 1980 in Starnberg) ist ein deutscher Mediziner und Hochschullehrer. Seit 2020 ist er Abteilungsleiter am Deutschen Krebsforschungszentrum und seit 2021 zudem Professor für translationale pädiatrische Sarkomforschung an der Ruprecht-Karls-Universität Heidelberg.

## Leben
Nach Abitur und Zivildienst studierte Grünewald von 2000 bis 2007 als Stipendiat der Studienstiftung des deutschen Volkes Medizin und Philosophie an der Julius-Maximilians-Universität Würzburg. Es folgten Stationen an Kliniken in Hamburg, Berlin, Niigata, Philadelphia, Buenos Aires, Sheffield und Newcastle upon Tyne. 2008 wurde er in Würzburg mit einer Arbeit über die Funktion des Proteins LASP-1 in Ovar- und Mammakarzinomen promoviert. Von 2008 bis 2009 war Grünewald Assistenzarzt am Kinderonkologiezentrum der Technischen Universität München (TUM). 2012 erhielt er die Ph.D.-Promotion mit einer Arbeit über die Rolle des Proteins STEAP1 für die Entwicklung von Biomarkern und zielgerichteter Therapien beim Ewing-Sarkom an der Graduate School der TUM. Von 2012 bis 2014 forschte er im Rahmen einer postdoctoral fellowship am Institut Curie in Paris. Von 2014 an war er Gruppenleiter am Institut für Pathologie der Ludwig-Maximilians-Universität München und war dort auch als Dozent tätig. 2018 habilitierte er sich, erhielt die venia legendi und wurde Privatdozent. 2020 wechselte er als Leiter der Abteilung für translationale pädiatrische Sarkomforschung beim Deutschen Krebsforschungszentrum und Hopp-Kindertumorzentrum nach Heidelberg und übernahm 2021 an der dortigen Ruprecht-Karls-Universität die neue W3-Professur für „Translationale Pädiatrische Sarkomforschung“.
Grünewald ist verheiratet und hat drei Kinder.

## Auszeichnungen
- Internationaler Forschungspreis der Sarkomkonferenz (2015)[6]
- Gerhard-Domagk-Wissenschaftspreis (2016)[7]
- Kind-Philipp-Preis (2016)[8]
- Auszeichnung für herausragende Lehre der LMU München (2017)
- Rudolf-Virchow-Preis der Deutschen Gesellschaft für Pathologie (2020)[9]

## Veröffentlichungen (Auswahl)
- Zelluläre, histologische und statistische Untersuchungen zur Funktion des Proteins LASP-1 in humanen Ovar- und Mammakarzinomen, Würzburg 2008
- Functional characterization of the protein STEAP1 for the development of specific biomarkers and targeted therapeutics for Ewing Tumors, München 2012
- Chimeric EWSR1-FLI1 regulates the Ewing sarcoma susceptibility gene EGR2 via a GGAA microsatellite, in: Nature Genetics 47, 1073–1078 (2015) doi:10.1038/ng.3363
- Veröffentlichungsliste bei PubMed